# هنري فرانسيلون
هنري فرانسيلو لاعب كرة قدم من جمهورية هايتي، ولد في 2 مايو عام 1946.

## مسيرته
كان في منتخب هايتي لكرة القدم في مباريات كأس العالم عام 1974 في ثلاثة مبارات من دوري المجموعات. كان مركزه حارس مرمى. شارك في نادي فيكتوري الهيتي، و نادي ميونخ 1860 الألماني. في عام 1976، شارك في الدوري الكندي الوطني مع نادي أتاوا تايجرز.